# ブラシカステロール
ブラシカステロール (brassicasterol) は28個の炭素からなる骨格を持つステロールであり、単細胞の藻類（植物プランクトン）やアブラナ (Brassica) などの陸生植物によって生合成される。生態系中における（海洋性）藻類の存在を示す生物マーカーとしてしばしば使われる。

## 化学的性質
水にはほとんど溶けず、従ってオクタノール/水分配係数は高い。すなわち、ほとんどの環境において、ブラシカステロールは土壌相中に存在する。
無酸素の堆積物あるいは土壌中では数百年にわたって安定である。このため、過去に存在した藻類の量の指標として利用することが可能である。

### 分析
分子中にヒドロキシ基（OH基）を持ち、しばしば脂肪酸が結合した状態で存在する。このため通常は分析に際して強いアルカリで鹸化を行い、エステル結合を切断する。典型的な抽出溶媒は水酸化カリウムの6%メタノール溶液である。次にヘキサンなど非極性の溶媒を用いて分液し、遊離のステロールを極性脂質から分離する。分析の前に、BSTFA(ビス（トリメチルシリル）トリフルオロアセトアミド) などでヒドロキシ基をトリメチルシリルエーテルに変換しておくことが多い。データの測定は水素炎イオン化型検出器 (FID) か質量分析計 (MS) を備えたガスクロマトグラフィー (GC) で行われる。

## 生成と存在
植物によってテルペノイドのスクワレンから、カンペステロールを経て生合成される。藻類の種ごとによるブラシカステロールおよび他のステロール類の含有量を表に示す (Volkman, 1986)。
| \| 種 \| A \| B \| C \| D \| E \| F \| G \| H \| その他 \| \| --------------------- \| --- \| -- \| - \| -- \| -- \| -- \| -- \| -- \| ------ \| \| Gonyaulax spp. \| 100 \| 0 \| 0 \| 0 \| 0 \| 0 \| 0 \| 0 \| 0 \| \| Peridinium foliaceum \| 100 \| 0 \| 0 \| 0 \| 0 \| 0 \| 0 \| 0 \| 0 \| \| Peridinium foliaceum \| 80 \| 20 \| 0 \| 0 \| 0 \| 0 \| 0 \| 0 \| 0 \| \| Gonyaulax diegensis \| 39 \| 0 \| 0 \| 0 \| 0 \| 0 \| 0 \| 29 \| 32 \| \| Pyrocystis lunula \| 76 \| 6 \| 0 \| 2 \| 1 \| 0 \| 0 \| 0 \| 15 \| \| Gonyaulax polygramma \| 36 \| 1 \| 0 \| 9 \| 7 \| 0 \| 0 \| 0 \| 47 \| \| Gymnodinium wilczeki \| 26 \| 39 \| 0 \| 35 \| 1 \| 0 \| 0 \| 0 \| 0 \| \| Glenodinium hallii \| 8 \| 50 \| 0 \| 0 \| 0 \| 42 \| 0 \| 0 \| 0 \| \| Noctiluca milaris \| 0 \| 1 \| 1 \| 5 \| 73 \| 0 \| 6 \| 0 \| 14 \| \| Gymnodinium simplex \| 0 \| 0 \| 0 \| 0 \| 53 \| 0 \| 0 \| 0 \| 47 \| \| Prorocentrum cordatum \| 7 \| 0 \| 0 \| 0 \| 5 \| 0 \| 63 \| 0 \| 25 \| | A = コレステロール B = カンペステロール C = シトステロール D = 22-デヒドロコレステロール（コレスタ-5,22-ジエン-3β-オール） E = ブラシカステロール F = スチグマステロール G = 24-メチレンコレステロール H = フコステロール |    |   |    |    |    |    |    |        |
| 種 | A | B  | C | D  | E  | F  | G  | H  | その他 |
| Gonyaulax spp. | 100 | 0  | 0 | 0  | 0  | 0  | 0  | 0  | 0      |
| Peridinium foliaceum | 100 | 0  | 0 | 0  | 0  | 0  | 0  | 0  | 0      |
| Peridinium foliaceum | 80 | 20 | 0 | 0  | 0  | 0  | 0  | 0  | 0      |
| Gonyaulax diegensis | 39 | 0  | 0 | 0  | 0  | 0  | 0  | 29 | 32     |
| Pyrocystis lunula | 76 | 6  | 0 | 2  | 1  | 0  | 0  | 0  | 15     |
| Gonyaulax polygramma | 36 | 1  | 0 | 9  | 7  | 0  | 0  | 0  | 47     |
| Gymnodinium wilczeki | 26 | 39 | 0 | 35 | 1  | 0  | 0  | 0  | 0      |
| Glenodinium hallii | 8 | 50 | 0 | 0  | 0  | 42 | 0  | 0  | 0      |
| Noctiluca milaris | 0 | 1  | 1 | 5  | 73 | 0  | 6  | 0  | 14     |
| Gymnodinium simplex | 0 | 0  | 0 | 0  | 53 | 0  | 0  | 0  | 47     |
| Prorocentrum cordatum | 7 | 0  | 0 | 0  | 5  | 0  | 63 | 0  | 25     |

## 海洋性藻類のトレーサーとしての利用

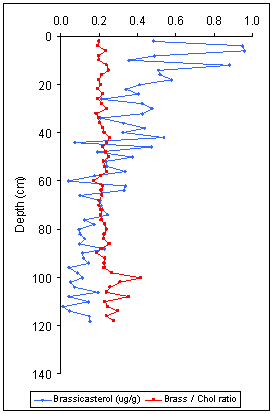
ストリブン湖試料中のブラシカステロール濃度（青）とコレステロールとの比（赤）

環境中におけるブラシカステロールの主要な生成源は海洋藻類である。比較的高い濃度と安定性を持つことから、ある試料、特に沈殿物中の有機物の由来を検討するのに用いることができる。

### コレステロールとの比
スコットランド・ストリブン湖 (Loch Striven) で得られた試料中の、ブラシカステロール濃度（青）およびコレステロールとの比（赤）を右に示す（縦軸は深さ）。沈殿物の浅い所に最も高濃度のブラシカステロールが存在し、深くなるに従い減少する。一方コレステロールについても同様な傾向が見られ、両者の比は深さによらずほぼ一定である。これは、生成源に変化がないとすると分解速度が等しいこと、または分解速度と生成源の変化の両方が起こったことを示している。

### 多変量解析

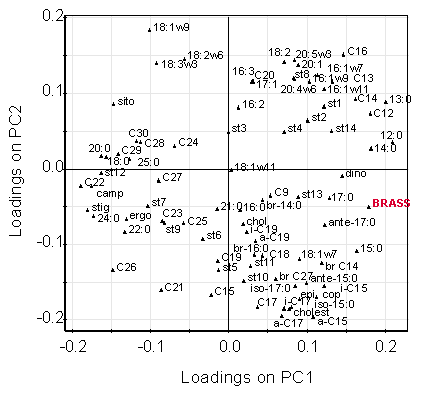
モウシャッヒ川試料中に含まれる生物マーカー

種々の脂質生物マーカー（脂肪酸や長鎖アルコールなど）を、主成分分析など多変量解析することにより、類似の起源・挙動を示す化合物を見つけ出すことができる。例としてウェールズ・モウシャッヒ (Mawddach) 川河口から得られた堆積物試料のグラフを示す。
このグラフにおけるブラシカステロール（赤字）の位置から、この化合物は海洋起源であることが知られる短鎖脂肪酸・アルコールと類似することがわかる。β-シトステロールなど陸生生物由来の生物マーカーはグラフの反対側に位置し、互いに関連がないことを示している。